# ヴィニシウス・アウグスト・トビアス・ダ・シウヴァ
ヴィニシウス・アウグスト・トビアス・ダ・シウヴァ（Vinícius Augusto Tobías da Silva、2004年2月23日 - ）は、ブラジル・サンパウロ州サンパウロ出身のサッカー選手。FCシャフタール・ドネツク所属。ポジションはディフェンダー。

## 経歴

### SCインテルナシオナル
2004年にサンパウロにて誕生。12歳だった2016年にSCインテルナシオナルのスカウトを受け、入団。2021年にはネクスト・ジェネレーション2021に選出されるなど有望株として、欧州の複数のクラブから注目を集めていた。

### シャフタール・ドネツク
2021年7月20日、6年を過ごしたSCインテルナシオナルを離れ、ウクライナのFCシャフタール・ドネツク移籍内定が発表された。移籍金は推定600万ユーロ（当時のレートで約8億円）と報じられており、正式加入は国外移籍が解禁される18歳の誕生日を迎える2022年2月となる。しかし加入直後の同年2月24日に勃発したロシアのウクライナ侵攻により国内リーグ戦が無期限中止となり、デビューの機会を失ってしまった。

### レアル・マドリード
2022年4月1日、国際サッカー連盟（FIFA）による「ウクライナ・プレミアリーグ所属の外国籍選手の特例措置」によりスペインのレアル・マドリードにレンタル移籍することが発表された。契約期間は2023年6月までで完全移籍オプション付き。レアル・マドリードではトップチームのEU圏外枠に空きがないため、Bチームにあたるカスティージャに登録されるが、トップチームの練習にも参加予定と報じられている。2022年4月17日のCDアルコヤーノ戦に、ペテル・ゴンサレスに代わって試合残り8分から途中出場、移籍後初出場を果たした。
2023年6月、1年間のレンタル移籍の延長に合意。2024年1月6日には、同年のコパ・デル・レイラウンド32アランディーナCFにてトップチームデビューを果たした。2024年6月23日、レアル・マドリードが完全移籍オプションを行使しなかったため、トビアス本人が退団を発表、シャフタール・ドネツクに復帰した。

## 代表歴
ブラジル代表として各年代でプレー。